# Olympische Sommerspiele 2024/Synchronschwimmen/Qualifikation
Für die Wettbewerbe im Synchronschwimmen bei den Olympischen Sommerspielen 2024 standen für insgesamt 96 Athletinnen Quotenplätze zur Verfügung.
Für den Gruppenwettkampf erhielten die Siegernationen der fünf Kontinentalmeisterschaften einen Quotenplatz. Europa, das von der französischen Delegation als Gastgeber vertreten wird, stellte hierbei eine Ausnahme dar. Die fünf verbleibenden Plätze für den Gruppenwettkampf wurden im Rahmen der Weltmeisterschaften 2024 vergeben. Alle qualifizierten Nationen aus dem Gruppenwettkampf qualifizierten sich auch automatisch für das Duett. Auch hier wurden fünf weitere Plätze an die beste Nation eines Kontinentes vergeben. Die noch Quotenplätze offenen Plätze, wurden ebenfalls im Rahmen der Weltmeisterschaft in Doha 2024 vergeben.

## Qualifizierte Nationen
| Nation             | Gruppe | Duett | Quotenplätze |
| ------------------ | ------ | ----- | ------------ |
| Ägypten            | X      | X     | 2            |
| Australien         | X      | X     | 2            |
| China              | X      | X     | 2            |
| Frankreich         | X      | X     | 2            |
| Griechenland       |        | X     | 1            |
| Großbritannien     |        | X     | 1            |
| Israel             |        | X     | 1            |
| Italien            | X      | X     | 2            |
| Japan              | X      | X     | 2            |
| Kanada             | X      | X     | 2            |
| Mexiko             | X      | X     | 2            |
| Neuseeland         |        | X     | 1            |
| Niederlande        |        | X     | 1            |
| Österreich         |        | X     | 1            |
| Spanien            | X      | X     | 2            |
| Südkorea           |        | X     | 1            |
| Ukraine            |        | X     | 1            |
| Vereinigte Staaten | X      | X     | 2            |
| Gesamt: 18 NOKs    | 10     | 18    | 28           |

## Gruppe
| Qualifikationswettbewerb        | Datum                          | Ort               | Plätze | Qualifizierte Nation |
| ------------------------------- | ------------------------------ | ----------------- | ------ | -------------------- |
| Gastgeber                       | 13. September 2017             | Lima              | 1      | Frankreich           |
| Schwimmweltmeisterschaften 2024 | 2. – 18. Februar 2024          | Doha              | 5      | Vereinigte Staaten   |
| Schwimmweltmeisterschaften 2024 | 2. – 18. Februar 2024          | Doha              | 5      | Spanien              |
| Schwimmweltmeisterschaften 2024 | 2. – 18. Februar 2024          | Doha              | 5      | Japan                |
| Schwimmweltmeisterschaften 2024 | 2. – 18. Februar 2024          | Doha              | 5      | Italien              |
| Schwimmweltmeisterschaften 2024 | 2. – 18. Februar 2024          | Doha              | 5      | Kanada               |
| Asienspiele 2022                | 6. – 8. Oktober 2023           | Hangzhou          | 1      | China                |
| Afrikanische Selektion          | 2. – 18. Februar 2024          | Doha              | 1      | Ägypten              |
| Ozeanische Selektion            | 14. – 22. Juli 2023            | Fukuoka           | 1      | Australien           |
| Panamerikanische Spiele 2023    | 20. Oktober – 5. November 2023 | Santiago de Chile | 1      | Mexiko               |
| Gesamt                          | Gesamt                         | Gesamt            | 10     | 10                   |

## Duett
| Qualifikationswettbewerb             | Datum                          | Ort               | Plätze | Qualifizierte Nation |
| ------------------------------------ | ------------------------------ | ----------------- | ------ | -------------------- |
| Athletinnen aus dem Gruppenwettkampf | —                              | —                 | 10     | Frankreich           |
| Athletinnen aus dem Gruppenwettkampf | —                              | —                 | 10     | Vereinigte Staaten   |
| Athletinnen aus dem Gruppenwettkampf | —                              | —                 | 10     | Spanien              |
| Athletinnen aus dem Gruppenwettkampf | —                              | —                 | 10     | Japan                |
| Athletinnen aus dem Gruppenwettkampf | —                              | —                 | 10     | Italien              |
| Athletinnen aus dem Gruppenwettkampf | —                              | —                 | 10     | Kanada               |
| Athletinnen aus dem Gruppenwettkampf | —                              | —                 | 10     | China                |
| Athletinnen aus dem Gruppenwettkampf | —                              | —                 | 10     | Ägypten              |
| Athletinnen aus dem Gruppenwettkampf | —                              | —                 | 10     | Australien           |
| Athletinnen aus dem Gruppenwettkampf | —                              | —                 | 10     | Mexiko               |
| Europaspiele 2023                    | 21. – 25. Juni 2023            | Krakau            | 1      | Österreich           |
| Asienspiele 2022                     | 6. – 8. Oktober 2023           | Hangzhou          | 1 0    | —                    |
| Afrikanische Selektion               | 2. – 18. Februar 2024          | Doha              | 0      | keine Teilnehmer     |
| Ozeanische Selektion                 | 14. – 22. Juli 2023            | Fukuoka           | 1      | Neuseeland           |
| Panamerikanische Spiele 2023         | 20. Oktober – 5. November 2023 | Santiago de Chile | 1 0    | —                    |
| Schwimmweltmeisterschaften 2024      | 2. – 18. Februar 2024          | Doha              | 6      | Großbritannien       |
| Schwimmweltmeisterschaften 2024      | 2. – 18. Februar 2024          | Doha              | 6      | Niederlande          |
| Schwimmweltmeisterschaften 2024      | 2. – 18. Februar 2024          | Doha              | 6      | Griechenland         |
| Schwimmweltmeisterschaften 2024      | 2. – 18. Februar 2024          | Doha              | 6      | Israel               |
| Schwimmweltmeisterschaften 2024      | 2. – 18. Februar 2024          | Doha              | 6      | Ukraine              |
| Schwimmweltmeisterschaften 2024      | 2. – 18. Februar 2024          | Doha              | 6      | Südkorea             |
| Gesamt                               | Gesamt                         | Gesamt            | 18     | 18                   |